# أرجمون هونماني
أرجمون هونماني أو خشخاش شائك هونماني (الاسم العلمي:Argemone hunnemannii) هو نوع من النباتات يتبع جنس الأرجمون من الفصيلة الخشخاشية. سمي هذا النوع نسبةً إلى عالم النبات البريطاني جون هونمان.

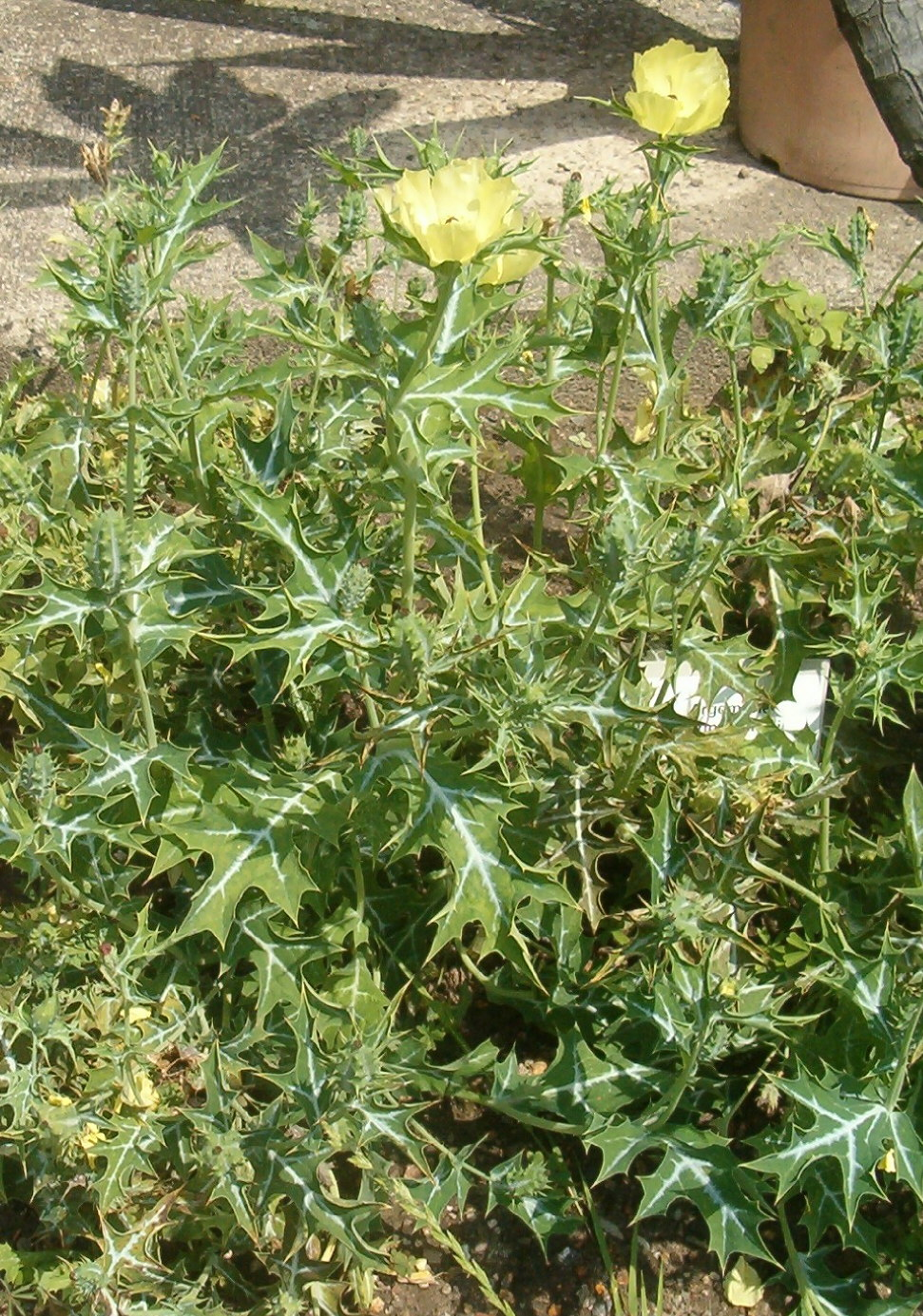
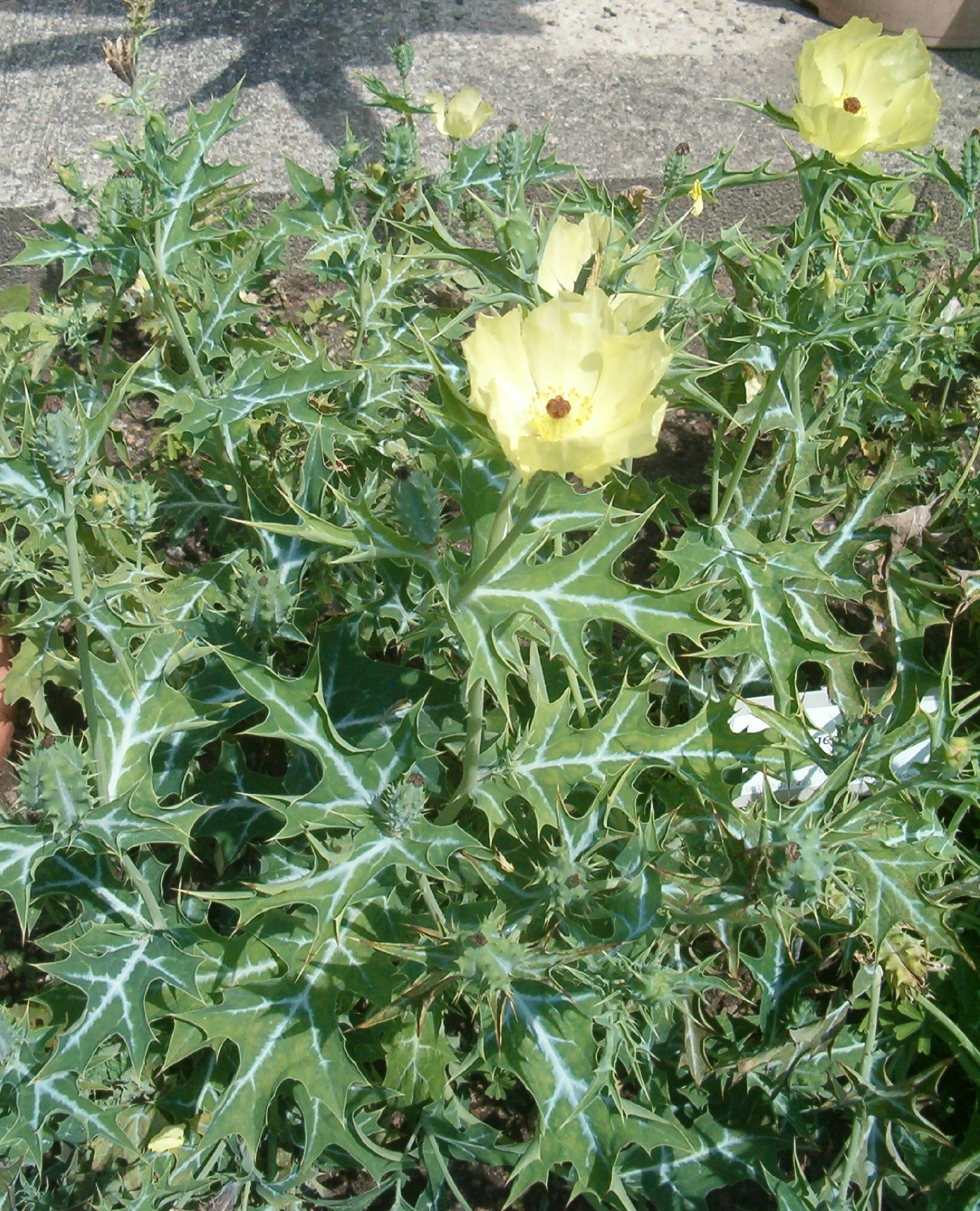
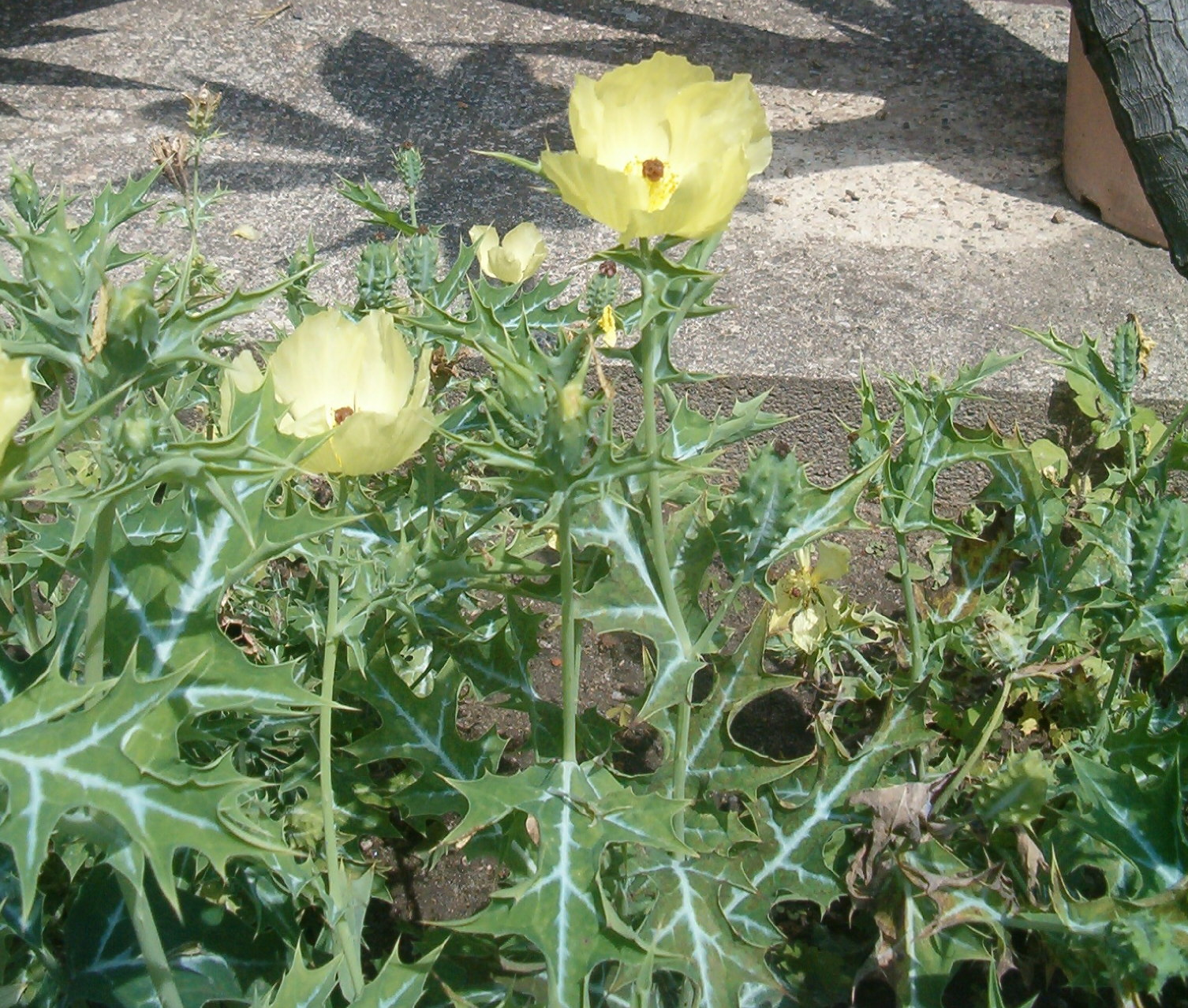
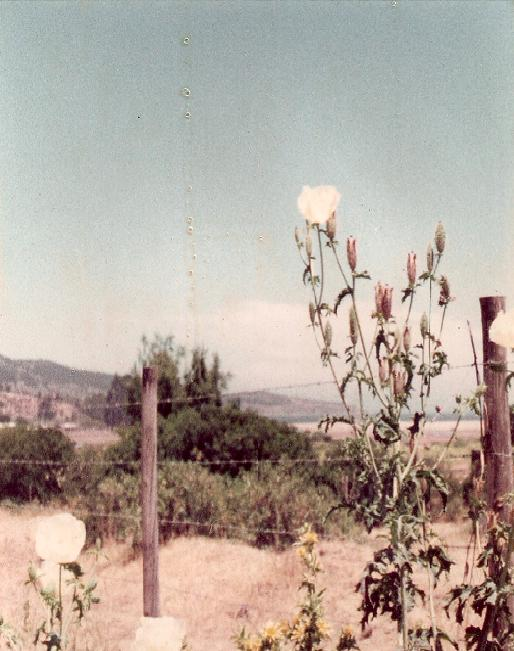